# Xã Shelly, Quận Norman, Minnesota
Xã Shelly (tiếng Anh: Shelly Township) là một xã thuộc quận Norman, tiểu bang Minnesota, Hoa Kỳ. Năm 2010, dân số của xã này là 115 người.